# Alick Bay
Alick Bay – zatoka (ang. bay) w południowej części jeziora Lake Rossignol w kanadyjskiej prowincji Nowa Szkocja, w hrabstwie Queens; nazwa urzędowo ponownie zatwierdzona 13 września 1974 (po uprzednim skreśleniu 19 stycznia 1961 ze względu na wystąpienie jeziora z brzegów).